# Rio Váh
O Rio Váh (alemão: Waag; húngaro: Vág; polonês: Wag) é um afluente da margem esquerda do Danúbio e o maior rio da Eslováquia. Possui duas nascentes: Biely Váh (Váh Branco) e Čierny Váh (Váh Preto), localizados respectivamente no Alto Tatras e no Baixo Tatras. A partir das montanhas, ele flui ao longo do norte e do oeste eslovacos, até desaguar no Danúbio ao sul, perto de Komárno.
O Váh possui 16 usinas hidroelétricas, cuja construção começou na década de 1930.
Cidades ao longo do rio incluem Liptovský Hrádok, Liptovský Mikuláš, Ružomberok, Vrútky, Žilina, Bytča, Považská Bystrica, Púchov, Ilava, Dubnica nad Váhom, Nemšová, Trenčín, Nové Mesto nad Váhom, Piešťany, Hlohovec, Sereď, Šaľa, Kolárovo e Komárno.